# Machna
Machna – polski herb szlachecki z nobilitacji.

## Opis herbu
W pas, w polu górnym, czarnym, czapla popielata, w dolnym, czerwonym, koło młyńskie srebrne z paprzycą pośrodku.
Klejnot: brak.
Labry: czerwone, podbite popielatym.

## Najwcześniejsze wzmianki
Nadany Wojciechowi Sylwestrowi Rzepkowskiemu, 3 czerwca 1555.

## Herbowni
Rzepkowski.